# Asahi Sonorama
Asahi Sonorama (朝日ソノラマ) est une maison d'édition japonaise créée le 9 septembre 1959, filiale du groupe Asahi Shimbun Company qui comprend le quotidien Asahi Shinbun. Son siège est situé dans le quartier de Ginza, dans l'arrondissement de Chūō-ku, à Tokyo.

## Magazines
- ChakiChaki, magazine de prépublication de manga à parution mensuelle ;
- Classic Camera, un magazine de photographie ;
- Duo, magazine de prépublication de manga à parution mensuelle ;
- Good Come, magazine centré sur les jeunes célébrités masculines ;
- Griffon, magazine d'histoires de science-fiction et de fantasy. Sept numéros entre novembre 1992 et mai 1994. Parmi les auteurs publiés : Shinji Kajio, Yūichi Sasamoto et Hideyuki Kikuchi, et des mangas de Yoshitō Asari et Yukinobu Hoshino ;
- Monthly Halloween, magazine de prépublication de manga à parution mensuelle de 1986 à 1995 ;
- Hero Vision, magazine sur le cinéma de type tokusatsu ;
- Honto no Atta Kowai Hanashi, magazine d'histoires et de mangas d'horreur ;
- Honto no Atta Waratchau Hanashi, magazine d'histoires humoristiques et de mangas qui cesse de paraître en 2008 ;
- Manga Shōnen, magazine de prépublication de manga à parution mensuelle ;
- Nemuki, magazine de prépublication de mangas et histoires bizarres de type shōjo ;
  - Mugenkan ;
- Shishiō, magazine d'histoires de science-fiction et de fantasy ;
- Uchūsen, magazine sur les effets spéciaux en science-fiction qui cesse de paraître en juillet 2005. Les droits de publication en sont rachetés par Hobby Japan qui le relance en 2008.

## Liste des mangas publiés par Asahi Sonorama
L'éditeur a publié la première édition de la « Itoh Junji Kyofu Manga Collection (伊藤潤二恐怖マンガＣｏｌｌｅｃｔｉｏｎ) », regroupant les mangas d'horreur de Junji Itō prépubliés entre autres dans le Monthly Halloween et Nemuki.